# Arès (DC Comics)
Pour les articles homonymes, voir Arès (homonymie).
Ne doit pas être confondu avec Arès (Marvel Comics).
Arès (aussi connu sous le nom de Mars) est un personnage de fiction, super-vilain de l'univers de DC Comics. Basé sur le dieu de la mythologie grecque du même nom, il est le dieu de la guerre et sert de Némésis à Wonder Woman à l'intérieur du DC Universe. 
Le personnage est apparu dans différents médias. Dans les films Wonder Woman (2017) et Zack Snyder's Justice League (2021), il est incarné par David Thewlis.

## Historique
Arès apparait pour la première fois dans Wonder Woman no 1, publié durant l'été 1942. Il a été créé par William Moulton Marston comme l'incarnation de toutes émotions anormales, maléfiques et essentiellement tout ce que combat Wonder Woman. Dans le numéro suivant (Wonder Woman no 2), il réapparait sous son nom Romain, Mars. Il conservera ce nom jusqu'en février 1987, quand le scénariste et dessinateur George Pérez restaure le nom Grec Arès dans son reboot du mythe de Wonder Woman. Comme la continuité narrative des comics de Wonder Woman a été ajustée par différents scénaristes au fil des années, différentes versions de Mars/Arès, avec différentes personnalités et apparences physiques, ont été présentées, bien que la plupart le représente comme un hoplite grec ou un gladiateur romain en armure. L'apparence du personnage ayant été utilisée le plus longtemps fut dessinée par George Pérez. C'est un guerrier grec aux yeux rouges, portant une armure de couleur indigo et une cape noire. Le visage est caché par un casque attique. Après que la continuité DC a été relancée en 2011 (les New 52), le personnage a fluctué entre plusieurs interprétations visuelles divergentes avant de revenir à son design de guerrier inspiré de celui de Pérez.

## Dans les autres médias

### Télévision
- Arès fait une apparition dans l'épisode "Hawk and Dove" de la série animée Justice League Unlimited (saison 1, épisode 4), doublé par Michael York (VF : Jérôme Frossard). Dans l’épisode, Ares charge Héphaïstos de forger l'Annihilator, une armure vivante animée par la violence. Arès l'utilise pour inciter un conflit entre la Kasnie du Nord et du Sud (deux pays fictifs), espérant déstabiliser toute la région et créer plus de conflit. Wonder Woman et Hawk and Dove interviennent, forçant Arès à reculer après avoir découvert la faiblesse de l'Annihilator. L'armure de l'Annihilator est confisquée par la Justice League.
- Il est l'un des antagonistes de la web série, DC Super Hero Girls, doublé par Fred Tatasciore.
- Il est tourné en dérision dans la série Harley Quinn.

### Film

#### DC Extended Universe
Alors que le film Wonder Woman de Patty Jenkins est officialisé par Warner Bros, David Thewlis rejoint le casting avec de nombreux autres acteurs en novembre 2015. En avril 2017, son rôle est divulgué : il jouera Arès, personnage incontournable de DC Comics.
L'acteur participe aussi au tournage de Justice League. Néanmoins, ses scènes sont majoritairement effacées de la version cinéma par Joss Whedon et Warner Bros à la suite du départ de Zack Snyder, le réalisateur original du long-métrage.
En mai 2020, la Zack Snyder's Justice League est annoncée pour une sortie en 2021 sur le service de streaming HBO Max. Zack Snyder révèle qu'il aura plus de temps à l'écran, notamment lors de l'ultime bataille contre les forces de Darkseid.

#### Animation
Arès apparaît dans le film d'animation Wonder Woman de 2009, doublé par Alfred Molina (VF : Patrick Borg).

### Jeux vidéo
- 2013 : Injustice: Gods Among Us
- 2018: Lego DC Super-Villains